# 小行星15388
小行星15388（15388 Coelum）是一颗绕太阳运转的小行星，为主小行星带小行星。该小行星于1997年9月27日发现。

## 轨道参数
小行星15388的轨道半长轴为2.3862817 UA，离心率为0.207。